# دای کانو
دای کانو (ژاپنی: 加納 大؛ زادهٔ ۲۸ اوت ۱۹۷۴) یک بازیکن فوتبال اهل ژاپن است.
از باشگاه‌هایی که در آن بازی کرده‌است می‌توان به باشگاه فوتبال کاشیوا ریسول اشاره کرد.